# Održivost
Održivost je sposobnost održavanja ravnoteže određenih procesa ili stanja u nekom sustavu. Danas se najčešće koristi u vezi s biološkim i ljudskim sustavima. U ekološkom smislu održivost se može definirati kao način po kojem biološki sustavi ostaju raznoliki i produktivni tijekom vremena. Za ljude ona je potencijal za dugoročno održavanje blagostanja koje pak ovisi o blagostanju prirodnog svijeta i odgovornoj uporabi prirodnih resursa za što se često koristi izraz održivi razvoj.
Održivost je postao širok termin koji se može primijeniti na gotovo sve oblike života na Zemlji, od lokalne do svjetske razine i kroz različita razdoblja. Dugoživuće i zdrave močvare i šume primjeri su održivih bioloških sustava. Nevidljivi kemijski ciklusi redistribuiraju vodu, kisik, dušik i ugljik unutar živih i neživih sustava u svijetu, održavajući tako život u tim sustavima. Promjene u ravnoteži prirodnih ciklusa obično imaju negativan učinak kako na ljude tako i na ostale žive sustave.
Smatra se kako čovječanstvo danas živi na neodrživ način.

## Definicija
Riječ održivost nastala je prema glagolu održati (prema o(b)-, (ne)materijalno obuhvaćanje predmeta radnjom odnosno dovođenje u stanje izvršenjem radnje i držati). Rječnici pružaju dva značenja za glagol održati, a glavna su "sačuvati da ostane cjelovito i da postoji", odnosno "očuvati od narušavanja". Održivost se ipak od 1980-ih više koristi u smislu čovjekove održivosti na planetu Zemlji, pa je to rezultiralo najčešće citiranom definicijom održivosti i održivog razvoja koju je donijela Brundtlandska komisija Ujedinjenih naroda: "održivi razvoj je razvoj koji zadovoljava potrebe sadašnjosti bez ugrožavanja mogućnosti budućih generacija da zadovolji vlastite potrebe." Obično se zamijeti kako to zahtijeva pomirbu okolinskih, socijalnih i ekonomskih potreba - "tri stupa" održivosti. Ovo shvaćanje prikazuje se slikom s tri preklapajuće elipse koje označavaju tri stupa održivosti koja nisu uzajamno isključiva te mogu biti uzajamno učvršćujuća.
UN-ova definicija nije univerzalno prihvaćena i prošla je kroz mnoge interpretacije. Što je održivost, koji bi joj ciljevi trebali biti te kako se te ciljeve može postići, pitanja su koja su sva otvorena za interpretacije. Za mnoge ekologiste ideja održivog razvoja je oksimoron jer se čini da razvoja uključuje degradaciju okoline:str. 212–227.. Ekološki ekonomist Herman Daly upitao je "čemu služi pilana bez šume?" Iz ove perspektive, ekonomija je podsustav ljudskog društva koje je samo podsustav biosfere, pa je dobitak u jednom sektoru gubitak u drugome. Ovo se može ilustrirati kao tri koncentrična kruga.
Univerzalno prihvaćena definicija održivosti jest eluzivna jer se očekuje da postigne mnoge stvari. U jednu ruku ona mora biti faktička i znanstvena, jasna izjava o specifičnoj "destinaciji". Jednostavna definicija da je "održivost poboljšanje kvalitete čovjekova života dok se živi unutar nosivog kapaciteta potpornih ekosustava", iako nejasna, nosi ideju kako održivosti ima kvantificirane granice. No održivost je također poziv na akciju, zadatak u tijeku ili "putovanje" pa stoga politički proces tako da neke definicije izražavaju zajedničke ciljeve i vrijednosti. Povelja o Zemlji govori o "održivom globalnom društvu utemeljenom na poštovanju prirode, univerzalnih prava čovjeka, ekonomskoj pravdi i kulturi mira."
Situacija postaje komplicirana kada se riječ održivost primijeni ne samo na čovjekovu održivost na Zemlji nego na mnoge situacije i kontekste u raznim razmjerima prostora i vremena, od malenih lokalnih do globalne ravnoteže proizvodnje i potrošnje. Također se može odnositi na buduću namjeru: "održiva poljoprivreda" nije nužno trenutačna situacija već cilj u budućnosti, predviđanje. Zbog svih navedenih razloga održivost u jednoj se krajnosti percipira kao ništa više od milozvučne pomodnice s malenim ili nikakvim značenjem ili važnošću dok je u drugoj krajnosti to važan ali nefokusiran koncept poput "slobode" ili "pravde":str 21-24. Također se opisuje kao "dijalog vrijednosti koji prkosi konsenzualnoj definiciji".

## Povijest
U ranoj ljudskoj povijesti okolinski utjecaji malenih banda nomadskih lovaca-skupljača bili su maleni, iako je uporaba vatre i želja za specifičnom hranom mogla izmijeniti prirodni sastav biljaka i životinjskih zajednica. Neolitička revolucija prije 2.500 i 10.000 godina označila je pojavu poljoprivrede i naseljenih zajednica. Društva koja su nadilazila vlastite zalihe lokalne hrane ili kojima je pomanjkavalo kritičnih resursa kretala su se dalje ili su se suočavala s kolapsom. Naprotiv, stabilne zajednice itinerantnih kultivatora i hortikulturista postojale su u Novoj Gvineji i Južnoj Americi, a velike agrarne zajednice u Kini, Indiji, Polineziji i drugdje obrađivale su stoljećima zemlju na istim lokalitetima.
Tehnološki napredci tijekom nekoliko tisućljeća omogućili su ljudima povećavanje kontrole nad okolišem. No tek je zapadna industrijska revolucija od 17. do 19. stoljeća iskoristila nepregledni potencijal rasta energije fosilnih goriva za pokretanje sofisticirane strojevne tehnologije. Takvi uvjeti doveli su do eksplozije ljudskog stanovništva i dotad neviđenog industrijskog, tehnološkog i znanstvenog rasta koji se nastavio do danas. Od 1650. do 1850. globalno stanovništvo se udvostručilo od oko 500 milijuna na 1 milijardu ljudi. Do 20. stoljeća industrijska revolucija dovela je do eksponencijalnog rasta ljudske potrošnje resursa te rasta u zdravstvu, bogatstvu i stanovništvu. Ekologija kao znanstvena disciplina stjecala je opću prihvaćenost, a ideje koje su sada dio održivosti bile su istražene uključujući spoznaju o međupovezanosti živih sustava, važnosti globalnih prirodnih ciklusa, prolazu energije kroz trofičke razine živih sustava.

Nakon gubitaka tijekom Velike depresije i Drugog svjetskog rata, razvijeni svijet ušao je u "veliku akceleraciju" rasta i populacije post-1950-ih godina ("Zlatno doba kapitalizma") dok je rastući ekološki pokret isticao povezanost ekoloških troškova s mnogim materijalnim pogodnostima u kojima se sada moglo uživati. Inovacije u tehnologiji uključivale su plastiku, sintetičke kemikalije i nuklearnu energiju dok su fosilna goriva također nastavila transformirati društvo. Negativne utjecaje nove tehnologije dokumentirala je američka morska biologinja, naturalistica i ekologinja Rachel Carson u svojoj utjecajnoj knjizi Silent Spring (Tiho proljeće) iz 1962. godine. Američki geoznanstvenik M. King Hubbert u svojoj teoriji o piku nafte iz 1956. godine anticipirao je period vršne proizvodnje nafte. Tijekom 1970-ih zabrinutost ekologizma oko onečišćenja, eksplozije stanovništva, konzumerizma i iscrpljenja konačnih resursa pronašao je izraz u djelima Is growth obsolete? (Je li rast zastario?) američkog ekonomista Williama Nordhausa i Jamesa Tobina, Small Is Beautiful (Maleno je predivno) britanskog ekonomista Ernsta Friedricha Schumachera iz 1973. te The Limits to Growth (Granice rasta) iz 1975. koje je publiciralo globalni thinktank Rimski klub. Do kasnog dvadesetog stoljeća ekološki problemi poprimili su globalne razmjere:str. 1-85 a energetske krize iz 1973. i 1979. demonstrirale su koliko je mnogo globalna zajednica postala ovisna o neobnovljivim resursima.
Svjetska komisija za okoliš i razvoj Ujedinjenih naroda (Brundtlandska komisija) objavila je 1987. godine izvješće Our Common Future (Naša zajednička budućnost) u kojem stoji kako je održivi razvoj potreban radi zadovoljenja čovjekovih potreba dok istovremeno ne povećava ekološke probleme. Gotovo sve zemlje na svijetu imale su 1961. godine više nego dovoljno kapaciteta za zadovoljenje svojih vlastitih potreba, ali se do 2005. godine situacija radikalno izmijenila, te su mnoge zemlje radi zadovoljenja svojih potreba morale uvoziti resurse iz ostalih država. Pojavio se pokret prema održivijem življenju temeljen na podizanju javne svijesti i usvajanju recikliranja i obnovljivih energija. Razvoj obnovljivih izvora energije tijekom 1970-ih i 1980-ih, prvenstveno vjetrenih turbina i fotovoltaika, te povećana uporaba hidroelektriciteta, predstavljao je jednu od prvih održivih alternativa generaciji fosilnih goriva i nuklearne energije.
U 21. stoljeću porasla je svijest o prijetnji antropogenog efekta staklenika. Ekološka ekonomija sada pokušava premostiti jaz između ekologije i tradicionalne neoklasične ekonomije te predlaže inkluzivni i etički ekonomski model za društvo. Pojavilo se mnogo novih tehnika za pomoć u mjerenju i implementaciji održivosti uključujući procjenu životnog ciklusa, od kolijevke do kolijevke, analizu ekološkog otiska i zelenu gradnju. Rad Bine Agarwal i Vandane Shiva među inima pridonio je kulturnom znanju tradicionalnih, održivih poljoprivrednih društava u akademskom diskursu o održivosti, te ih je također oplemenio modernim znanstvenim principima.

## Principi i koncepti
Znanost o održivosti i okolišu oblikuju osnovu za velik dio filozofskog i analitičkog okvira održivosti. Kvantitativni podaci prikupljaju se mjerenjem održivosti, a zatim se ti podaci koriste za informiranje uprave za održivost.

### Stupanj i kontekst
Održivost se proučava i upravlja kroz mnogo stupnjeva (razina ili referentnih okvira) vremena i prostora, te u mnogim kontekstima ekološke, socijalne i ekonomske organizacije. Fokus može varirati od ukupnog kapaciteta nosivosti (održivosti) planeta Zemlje do održivosti ekonomskih sektora, ekosustava, država, općina, susjedstava, kućnih vrtova, individualnih života, individualnih dobara i usluga, zanimanja, životnih stilova, obrazaca ponašanja i tako dalje. Ukratko, ono može obuhvatiti čitavo područje bioloških i ljudskih aktivnosti ili bilo kojeg njihovog dijela. Daniel Botkin, pisac i ekolog, izjavio je: "Možemo vidjeti krajobraz koji je u neprestanom toku, koji se mijenja kroz mnoge stupnjeve vremena i prostora."

### Potrošnja - stanovništvo, tehnologija, resursi
Sveukupni pokretač ljudskog učinka na Zemljine sustave je potrošnja biofizičkih resursa. Ljudska potrošnja može se podijeliti na tri ključne komponente: populacijske brojeve, razine potrošnje (priljev), te učinak po jedinici uporabe resursa (koja ovisi o korištenoj tehnologiji). Ovo je izraženo sljedećom jednadžbom:
I = P × A × T
pri čemu je: I = učinak okoliša (engl. Enviromental impact), P = populacija, A = priljev (engl. Affluence), T = tehnologija.
Čovječanstvo je kroz povijest odgovaralo na potražnju za novim resursima tako što je povećavalo ponudu. Kako se ponuda neizbježno iscrpljuje, potiču se održivi postupci kroz upravljanje potražnjom na sva dobra i usluge tako što se promiče reducirana potrošnja korištenjem obnovljivih resursa gdje god je to moguće te poticanjem prakse koja minimizira intenzitet resursa, a istovremeno maksimizira produktivnost resursa. Pažljivo upravljanje resursima primjenjuje se u različitim stupnjevima, no posebice na razinama ekonomskih sektora poput poljoprivrede, manufakture i industrije jednako kao na individualnim dobrima i uslugama te obrascima potrošnje u domaćinstvima i kod pojedinaca.

## Mjerenje
Uspostavom kvantitativnih mjera za održivost moguće je postaviti ciljeve, primijeniti strategije upravljanja, te mjeriti napredak. Radni okvir The Natural Step (TNS) koji je dizajnirao Karl-Henrik Robèrt proučava održivost i uporabu resursa iz svojih termodinamičkih temelja radi određivanja kako ljudi koriste i razdijeljuju prirodni kapital na održiv i pravedan način. Sustavni uvjeti održivosti radnog okvira TNS-a predlažu sredstva za znanstveno zasnovano mjerenje održivosti. Prirodni kapital uključuje resurse iz Zemljine kore (tj. minerale, ulja), resurse koje proizvode ljudi (sintetičke tvari), te resurse u biosferi. Pravedan pristup prirodnom kapitalu također je komponenta održivosti. Energija generirana uporabom resursa, koja se naziva egzergijom, može se mjeriti kao sjedinjena energija proizvoda ili usluge tijekom njezina životnog ciklusa. Analiza navedenoga pomoću metoda analize životnog ciklusa ili analize ekološkog otiska osigurava osnovne indikatore održivosti u različitim stupnjevima.
Danas postoji ogroman broj indikatora, metrika, referentnih točaka, indeksa, procedura izvješćivanja, obračuna i mnogih drugih stvari o održivosti. Oni uključuju ekološke, socijalne i ekonomske mjere zasebno ili povezano u mnogim opsezima i kontekstima. Ekološki faktori su integrirani s ekonomijom kroz ekološku ekonomiju, resursnu ekonomiju i termoekonomiju, dok su socijalni faktori integrirani kroz metriku poput indeksa sretnog planeta koji mjeri blagostanje ljudi u državama svijeta uzimajući u obzir njihvo ekološki učinak. Neke od najpoznatijih i najšire korištenih mjera održivosti uključuju korporativno izvješćivanje o održivosti, izračun trostrukog konačnog ishoda, te procjena kvalitete održivosti uprave za pojedine zemlje uporabom indeksa održivosti okoliša i indeksa performansi okoliša.
Na globalnoj razini i prema jednadžbi I = PAT jasno je da mjerenje održivosti zahtijeva poznavanje očekivane svjetske populacije. Također su potrebne procjene koliko ljudi Zemlja može podnijeti. To je visok red ali tijekom mnogo godina znanstvenici su rafinirali modele nosivog kapaciteta planeta Zemlje mjerenjem ključnih čovjekovih utjecaja posebice onih povezanih s bioraznolikošću.

### Stanovništvo
Prema Reviziji službenih procjena i projekcija stanovništva Ujedinjenih nacija iz 2008. godine predviđa se da će svjetsko stanovništvo doseći 7 milijardi najranije 2012. godine, a broj od 9 milijardi ljudi prijeći do 2050. Većina dodatne 2,1 milijarde ljudi rodit će se u zemljama u razvoju za čije se stanovništvo predviđa rast s 5,6 milijardi u 2009. na 7,9 milijardi do 2050. Ovaj rast bit će distribuiran među populacijom starom 15-59 godina (1,2 milijardi) i 60 ili više (1,1 milijardi) jer će se povećati broj djece ispod 15 godina u zemljama u razvoju. Nasuprot tome, očekuje se da će stanovništvo razvijenih regija doživjeti samo neznatno povećanje s 1,23 milijarde na 1,28 milijardi, iako bi inače doživjelo pad na 1,15 milijardi, no predviđenom neto migracijom iz zemalja u razvoju u razvijene zemlje očekuje se prosjek od 2,4 milijuna ljudi godišnje od 2009. do 2050. Dugoročne procjene globalnog populacije predlažu vrhunac od devet do deset milijardi ljudi oko 2070. godine, a zatim polagani pad na 8,4 milijarde do 2100. godine.
Ekonomije u usponu poput kineske ili indijske streme životnim standardima zapadnog svijeta kao što to čini neindustrijalizirani svijet općenito. Potpun izazov za održivost predstavlja kombinacija rasta stanovništva svijeta u razvoju i neodržive razine potrošnje u razvijenom svijetu.

### Globalna ljudska održivost
Više informacija: Kapacitet nosivosti
Sve više podataka pokazuje da ljudi ne žive unutar nosivog kapaciteta planeta. Ekološki otisak mjeri ljudsku potrošnju u terminima biološki produktivne zemlje potrebne za osiguravanje resursa, te apsorpciju otpada prosječnog globalnog građanina. Godine 2008. bilo je potrebno 2,7 globalnih hektara po osobi, 30 % više od prirodnog biološkog kapaciteta od 2,1 globalnog hektara (uz pretpostavku ne uzimanja u obzir provizije za ostale organizme). Rezultirajući ekološki deficit mora se zadovoljiti iz neodrživih ekstra izvora, a oni se stječu na tri načina: umetanjem u dobra i usluge svjetske trgovine; uzimanjem iz prošlosti (npr. fosilna goriva); ili posuđivanjem iz budućnosti kao neodrživa uporaba resursa (npr. prekomjernom eksploatacijom šuma i ribarskih područja).
Slika (desno) pokazuje održivost raspona država u terminima ekološkog otiska u usporedbi s indeksom ljudskog razvoja (HDI) Ujedinjenih nacija (mjera životnog standarda): ona pokazuje što je potrebno državama da zadrže prihvatljiv životni standard za svoje građane dok istovremeno žive na globalno održivoj razini. Opći trend pokazuje da viši životni standardi postaju manje održivi. Rast stanovništva uvijek ima znakovit utjecaj na razinu potrošnje i učinkovitost uporabe resursa:str 45. Kuba je danas najbolji primjer u ovoj kategoriji. Održivi cilj je podizanje globalnog životnog standarda bez povećanja uporabe resursa izvan globalno održivih razina; to jest, bez prijelaza potrošnje "jednog planeta". Bogatstvo informacija generiranih izvješćima na nacionalnoj, regionalnoj i gradskoj razini potvrđuje globalni trend kojim društva postaju tijekom vremena manje održiva.

### Globalni čovjekov utjecaj na bioraznolikost
Više informacija: Milenijska procjena ekosustava
Na fundamentalnoj razini protok energije i biogeokemijski ciklusi postavljaju gornju granicu za broj i masu organizama u svakom ekosustavu:str 513. Čovjekov utjecaj na Zemlju demonstrira se općenito kroz škodljive promjene u globalnim biogeokemijskim ciklusima kemijskih tvari kritičnih za život od kojih su najvažnije voda, kisik, ugljik, dušik i fosfor.
| Diagram of the nitrogen cycle |
| ciklus dušika                 |

| Diagram of the water cycle |
| ciklus vode                |

| Diagram of the carbon cycle |
| ciklus ugljika              |

| Diagram of the oxygen cycle |
| ciklus kisika               |

Milenijska procjena ekosustava (engl. Millennium Ecosystem Assessment) jest međunarodna sinteza od preko 1000 vodećih svjetskih biologa koja analizira stanje Zemljinih ekosustava i pruža sažetak i smjernice za donositelje odluka. Zaključuje da čovjekova aktivnost ima značajan i eskalirajući utjecaj na bioraznolikost svjetskih ekosustava, reducirajući njihovu rezilijenciju i biokapacitet. Izvješće se odnosi na prirodne sustave kao "sustave podupiranja života" za čovječanstvo pružajući esencijalne "ekosustavne usluge". Procjena mjeri 24 ekosustavne usluge zaključujući da samo njih četiri pokazuju poboljšanje tijekom posljednjih 50 godina, 15 ih je u ozbiljnom padu, a 5 je u stanju neizvjesnosti.:str 6–19

## Dimenzija okoliša
Zdravi ekosustavi osiguravaju vitalna dobra i usluge za ljude i ostale organizme. Postoje dva glavna načina reduciranja negativnog ljudskog učinka i unaprjeđivanja ekosustavnih usluga:
a) Upravljanje okolišem. Ovaj izravan pristup baziran je uglavnom na informacijama dobivenim iz geoznanosti, znanosti o okolišu i konzervacijske biologije.
Ovo je upravljanje ipak pri kraju dugog niza neizravnih uzročnih faktora koji su inicirani ljudskom potrošnjom, tako da se drugi pristup postiže zahtjevom za upravljanje uporabom ljudskih resursa.
b) Upravljanje ljudskom potrošnjom resursa, neizravan pristup uglavnom baziran na informacijama dobivenim iz ekonomije. Herman Daly predložio je tri široka kriterija ekološke održivosti: obnovljivi reusrsi trebali bi osigurati održive prinose (stopa berbe ne bi smjela prijeći stopu regeneracije); za neobnovljive resurse trebao bi postojati ekvivalentni razvitak obnovljivih supstituenata; generacija otpada ne bi smjela prijeći asimilacijski kapacitet okoliša.

### Upravljanje okolišem
Više informacija: Upravljanje okolišem i upravljanje prirodnim resursima
Na globalnoj razini upravljanje okolišem u najširem smislu obuhvaća oceane, sustave pitke vode, kopno i atmosferu, no slijedeći principe održivosti na razini na kojoj se mogu jednako primijeniti na sve ekosustave od tropskih kišnih šuma do kućnih vrtova.

#### Atmosfera
Više informacija: Zemljina atmosfera i klimatske promjene
U ožujku 2009. na susretu Kopenhaškog vijeća za klimu sudjelovalo je 2.500 klimatskih stručnjaka iz 80 zemalja, te su pritom objavili ključnu izjavu kako sada "nema isprike" za neuspjeh djelovanja protiv globalnog zatopljenja i kako se bez snažne redukcije ugljika mogu zbiti "nagle ili ireverzibilne" promjene klime s kojima "će se suvremena društva vrlo teško boriti." Upravljaje globalnom atmosferom danas obuhvaća procjenu svih aspekata ciklusa ugljika radi identifikacije mogućnosti adresiranja antropogenih klimatskih promjena, te je to postalo glavni fokus znanstvenih istraživanja zbog potencijalno katastrofalnih učinaka na bioraznolikost i ljudske zajednice (vidi dolje Energija).
Ostali ljudski učinci na atmosferu obuhvaćaju onečišćenje zraka u gradovima, polutante koji uključuju toksične kemikalije poput dušikova oksida, sumporova oksida, hlapljivih organskih spojeva i čestičnih tvari koje stvaraju fotokemijski smog i kisele kiše, te klorofluorougljike koji degradiraju ozonski omotač. Antropogene čestice poput sulfatnih aerosola u atmosferi reduciraju izravnu iradijanciju i refleksiju (albedo) Zemljine površine. Ova pojava poznata je pod nazivom globalno zatamnjenje, a njezin se pad procjenjuje na oko 4% između 1960. i 1990. iako se trend kasnije izmijenio. Globalno zatamnjenje moglo je narušiti globalni ciklus vode reducirajući evaporaciju i padaline na nekim područjima. Ono također proizvodi rashladni efekt koji je djelomično mogao zamaskirati efekt stakleničkih plinova na globalno zatopljenje.

#### Oceani
Više informacija: Obalno upravljanje i prekomjerno ribarenje
Oceanski cirkulacijski obrasci imaju snažan utjecaj na klimu i vrijeme, a preko njih na opskrbu hranom za ljude i ostale organizme. Znanstvenici su upozoravali na mogućnost iznenadne alteracije u cirkulacijskim obrascima morskih struja koje bi pod utjecajem klimatskih promjena mogle drastično izmijeniti klimu u nekim regijama globusa. Glavni ljudski ekološki učinci javljaju se u naseljenijim regijama na rubovima oceana – estuarijima, obali i zaljevima. Deset posto svjetskog stanovništva – oko 600 milijuna ljudi – živi u nizinskim područjima koja su ranjiva na podizanje morske razine. Trendovi koji zabrinjavaju, a zahtijevaju upravljanje uključuju: prekomjeran ribolov (izvan razina održivosti); izbjeljivanje koralja zbog zatopljenja i zakiseljavanja ili acidifikacije oceana zbog rastućih razina otopljenog ugljikova dioksida; te podizanje razine mora zbog klimatskih promjena. Zbog svoje nepregledne veličine oceani djeluju kao prikladno odlagalište ljudskog otpada. Remedijalne strategije uključuju: pažljivije upravljanje otpadom, zakonsku kontrolu nad prekomjernim ribolovom usvajanjem održivih ribolovnih praksi i uporabe ekološki osjetljive i održive akvakulture te ribogojstva, redukcije emisija fosilnih goriva i obnavljanje obalnog i drugog pomorskog staništa.

#### Slatka voda
Više informacija: Vodna kriza
Voda pokriva 71% Zemljine površine. Od toga 97,5% čini slana voda u oceanima, a samo se 2,5% odnosi na slatku vodu od koje je većina zarobljena u antarktičkom ledenom pokrovu. Ostatak slatke vode nalazi se u jezerima, rijekama, močvarama, tlu, akviferima i atmosferi. Sav život ovisi o solarno pokretanom globalnom ciklusu vode, evaporaciji iz oceana i s kopna koja formira vodenu paru koja se kasnije kondenzira u oblacima u kišu koja zatim postaje obnovljiv dio slatkovodnih zaliha:str. 20-21. Svjesnost o globalnoj važnosti očuvanja vode za ekosustavne usluge tek se nedavno pojavila tijekom 20. stoljeća, dok je u međuvremenu polovica svjetskih močvara izgubljeno zajedno s njihovim vrijednim ekološkim uslugama. Slatkovodni ekosustavi bogate bioraznolikosti trenutačno brže propadaju od morskih i kopnenih ekosustava što ih čini najranjivijim staništem na svijetu. Povećana urbanizacija onečišćuje zalihe pitke vode pa velik dio svijeta još uvijek nema pristup pitkoj sigurnoj vodi. U industrijskom svijetu upravljanje potražnjom je usporilo apsolutne stope uporabe no voda se sve više prenosi na velike udaljenosti od vodom bogatih prirodnih područja do gusto naseljenih urbanih područja, a energetski zahtjevna desalinizacija sve se više koristi. Veći naglasak danas je postavljen na usavršeno upravljanje plavom (prikupljivom) i zelenom (vodom iz tla dostupnom biljkama) vodom, a to se primjenjuje na svim razinama upravljanja vodom.

#### Tlo
Više informacija: Uporaba tla
Gubitak bioraznolikosti proizlazi uglavnom iz gubitka staništa i fragmentacije koja nastaje ljudskom aproprijacijom tla za razvoj, šumarstvo i poljoprivredu kako se prirodni kapital progresivno pretvara u antropogeni kapital. Promjena uporabe tla fundamentalna je za operacije biosfere zbog toga što alteracije u relativnim proporcijama tla posvećenom urbanizaciji, poljoprivredi, šumama, travnjacima i ispaši imaju znakovit učinak na globalne biogeokemijske cikluse vode, ugljika i dušika a to može negativno utjecati na prirodne i ljudske sustave:str. 560–582. Na lokalnoj ljudskoj razini glavne koristi održivosti nastaju iz težnje za zelenim gradovima i održivim parkovima i vrtovima.

#### Šume
Više informacija: Šumarstvo i ekošumarstvo
Od neolitičke revolucije oko 47% svjetskih šuma izgubljeno je zbog ljudskih potreba. Današnje šume zauzimaju oko četvrtine ledom nepokrivene zemlje na svijetu, a polovica te količine nalazi se u tropima. U umjerenim i borealnim regijama šumska područja postupno se povećavaju (uz izuzetak Sibira), no deforestacija u tropima ostaje glavni problem.
Šume moderiraju lokalnu klimu i globalni ciklus vode kroz vlastitu refleksiju svijetla (albedo) i evapotranspiraciju. One također čuvaju bioraznolikost, štite kvalitetu vode, održavaju tlo i kvalitetu tla, osiguravaju gorivo i farmaceutike, te pročišćuju zrak. Ove slobodne ekosustavne usluge nemaju tržišnu vrijednost pa je očuvanje šuma malo privlačno u usporedbi s ekonomskim koristima pridobivanja drva i čišćenja koje kroz degradaciju tla i organsku dekompoziciju vraća ugljikov dioksid u atmosferu. Organizacija za hranu i poljoprivredu (FAO) Ujedinjenih nacija procjenjuje da se oko 90% ugljika pohranjenog u kopnenoj vegetaciji nalazi u stablima te da oni sekvestriraju oko 50% više ugljika nego što je prisutno u atmosferi. Promjene u uporabi tla trenutačno pridonose oko 20% ukupnih globalnih emisija ugljika (Indonezija i Brazil uglavnom zbog sječe šuma glavni su izvor emisija). Klimatske promjene mogu se ublažiti sekvestriranjem ugljika u reaforestacijskim shemama, podizanjem plantaža i stvaranjem drvnih proizvoda. Drvna biomasa također se može iskoristiti kao obnovljivo gorivo neutralno ugljikom. FAO predlaže da bi tijekom perioda od 2005. – 2050. učinkovita uporaba sadnje drveća mogla apsorbirati oko 10-20% antropogenih emisija – stoga monitoriranje stanja svjetskih šuma mora biti dio globalne strategije smanjivanja emisija i zaštite ekosustavnih usluga. Ipak, klimatske promjene mogu preduhitriti ovaj FAO-ov scenarij ako se uzme u obzir istraživanje Internacionalne unije organizacija za istraživanje šuma iz 2009. godine koje je zaključilo kako stres od 2,5 °C porasta temperature iznad predindustrijskih razina može rezultirati otpuštanjem ogromne količine ugljika tako da je potencijal šuma kao "bazena" ugljika "pod rizikom da se u potpunosti izgubi."

#### Obradivo tlo
Više informacija: Održiva poljoprivreda
Prehrana više od šest milijardi ljudi uzima ozbiljan danak na Zemljine resurse. Ona započinje aproprijacijom oko 38% Zemljine kopnene površine i oko 20% njezine neto primarne produktivnosti. Njima su još pridodane resursno zahtjevne aktivnosti industrijskog agriposlovanja – sve od usjevnih potreba za navodnjavanom vodom, sintetičkim fertilizatorima i pesticidima do resursnih troškova pakiranja, transporta (danas glavni dio globalne trgovine) i maloprodaje hrane. Hrana je esencijalna za život. Popis ekoloških troškova proizvodnje hrane je poprilično dug: deplecija, erozija i konverzija vršnog sloja tla u pustinje konstantnom obradom jednogodišnjih usjeva; prekomjerna ispaša; salinizacija; sodifikacija; natapanje vodom; visoke razine uporabe fosilnih goriva; korištenje anorganskih fertilizatora i sintetičkih organskih pesticida; redukcije u genetičkoj raznolikosti masovnom uporabom monokultura; deplecija vodnih resursa; onečišćenje vodenih masa zbog razvoja i kontaminacija podzemnih voda; socijalni problemi uključujući nestanak obiteljskih farma i oslabljvianje ruralnih zajednica.
Svi navedeni ekološki problemi povezani s industrijskom poljoprivredom i agriposlovanjem sada su adresirani kroz pokrete poput održive poljoprivrede, organskog ratarstva i mnogih održivih poslovnih praksi.

#### Izumiranje
Više informacija: Izumiranje
Iako se gubitak bioraznolikosti može promatrati jednostavno kao gubitak vrsta, efektivna konzervacija zahtijeva zaštitu vrsta unutar njenog prirodnog staništa i ekosustava. Slijedeći ljudsku migraciju i rast stanovništva, izumiranje vrsta progresivno je raslo do stope neviđene od kredsko-tercijarnog izumiranja. Poznato pod nazivom holocensko izumiranje, ovo trenutačno izumiranje vrsta inducirano čovjekom označeno je kao jedno od šest masovnih izumiranja na svijetu. Neke znanstvene procjene pokazuju da će gotovo polovica danas postojećih vrsta izumrijeti do 2100. Trenutačne stope izumiranja jesu 100 do 1000 puta veće u odnosu na razine prije ljudi, te je ugroženo više od 10% ptica i sisavaca, oko 8% biljaka, 5% riba i više od 20% slatkovodnih vrsta:str 42-47
IUCN-ova Crvena lista iz 2008. upozorava da dugotrajne suše i ekstremno vrijeme dodatno pojačava stres na ključna staništa te popisuje primjerice 1.226 vrsta ptica koje su ugrožene izumiranjem što je jedna osmina svih vrsta ptica. Indeks Crvene liste također identificira 44 vrste drveća u centralnoj Aziji koje se nalaze pod prijetnjom izumiranja zbog prekomjerne eksploatacije i ljudskog razvoja što prijeti regionalnim šumama koje su dom za više od 300 divljih predaka modernog domesticiranog voća i orašastih kultivara.

#### Biološke invazije
Više informacija: Uvedene vrste
U mnogim dijelovima industrijskog svijeta čišćenje tla za poljoprivredu se smanjilo, a najveća prijetnja bioraznolikosti nakon klimatskih promjena postao je destruktivni efekt invazivnih vrsta. Rastući učinkovit globalni transport olaškao je širenje organizama diljem planeta. Potencijalna opasnost ovog aspekta globalizacije u potpunosti je ilustrirana kroz širenje ljudskih bolesti poput HIV/AIDS-a, kravljeg ludila, ptičje i svinjske gripe, no invazivne biljke i životinje također imaju devastirajući učinak na prirodnu bioraznolikost. Alohtoni organizmi mogu brzo zauzeti poremećena kopnena i prirodna područja gdje u odsutnosti svojih prirodnih predatora mogu napredovati:str. 190–205. Na globalnoj razini ovaj problem naznačen je kroz Globalnu informacijsku mrežu o invazivnim vrstama, no postoji poboljšana internacionalna legislacija o biosigurnosti radi minimiziranja transmisije patogena i invazivnih organizama. Kroz legislaciju CITES također postoji kontrola trgovine rijetkim i ugroženim vrstama. Sve se više na lokalnoj razini pojavljuju programi promicanja svijesti javnosti koji upozoravaju zajednice, vrtlare, sestrinsku industriju, kolekcionare, te industriju kućnih ljubimaca i akvarija na štetne učinke potencijalno invazivnih vrsta.

### Upravljanje ljudskom potrošnjom
Više informacija: Potrošnja
Izravni ljudski učinci na okoliš rezultat su neizravnog pokretača koji se nalazi u podlozi tih učinaka, to jest ljudske potrošnje. Učinak je reduciran ne samo manjom potrošnjom, već stvaranjem održivijeg cjelovitog ciklusa proizvodnje, uporabe i odlaganja dobara i usluga. Potrošnja dobara i usluga može se analizirati i upravljati na svim razinama kroz lanac ljudske potrošnje, započevši od efekata izbora individualnih životnih stilova i potrošačkih obrazaca kroz potražnju resursa specifičnih dobara i usluga od učinaka ekonomskih sektora kroz nacionalne ekonomije do globalne ekonomije. Analiza obrazaca individualne i kolektivne potrošnje uzima u obzir ukupnu uporabu resursa a to se zatim povezuje s ekološkim, socijalnim i ekonomskim učincima takve uporabe resursa u pojedinom istraživanom kontekstu. Ideje uporabe sjedinjenih resursa (ukupni resursi potrebni za proizvodnju proizvoda ili usluge), intenziteta resursa (resursi potrebni za svaki dolar potrošen na dobro ili uslugu) i produktivnosti resursa (količina dobara ili usluga proizvedenih za dani ulazni skup resursa) najvažniji su aspekti upravljanja potrošnjom. Na jednostavnoj razini ljudska se potrošnja može promatrati kroz potražnjom za resursima poput hrane, energije, materijala i vode.

#### Energija
Sunčeva energija pohranjena u biljkama (primarni proizvođači) tijekom fotosinteze prolazi kroz hranidbeni lanac do ostalih organizama radi konačnog pokretanja svih živih procesa. Od industrijske revolucije koncentrirana energija Sunca pohranjena u fosiliziranim biljkama kao fosilna goriva bila je glavni pokretač tehnologije koja je zauzvrat bila izvor ekonomske i političke moći. Godine 2007. klimatolozi iz IPCC-a zaključili su kako postoji vjerojatnost od najmanje 90% da je atmosferski rast CO2 induciran čovjekovim djelovanjem, većinom kao rezultat emisije fosilnih goriva a u manjem opsegu i zbog promjene u uporabi tla. Stabilizacija svjetske klime zahtijevat će od zemalja s visokim dohotkom da reduciraju svoje emisije iz 2006. godine za 60-90% do 2050. godine što bi trebalo zadržati razine CO2 na 450-650 ppm sa sadašnjih razina od oko 380 ppm. Osim navedenog rast temperature za više od 2 °C mogao bi proizvesti "katastrofalne" klimatske promjene. Redukcija trenutačnih razina CO2 mora se postići protiv pozadine povećanja globalnog stanovništva i aspiracije zemalja u razvoju za energetski intenzivnim zapadnjačkim životnim stilovima visoke potrošnje.
Reduciranje stakleničkih emisija, odnosno dekarbonizacija, poduzima se na svim razinama od praćenja prolaza ugljika kroz ciklus ugljika do istraživanja obnovljivih energija, razvitka tehnologija i transporta manje ovisnih o ugljiku, te pokušaja pojedinaca da stvore životne stilove neovisne o ugljiku nadziranjem uporabe fosilnih goriva obuhvaćene u svim dobrima i uslugama koje koriste.

#### Voda
Više informacija: Vodni resursi
Sigurnost vode i sigurnost hrane međusobno su vrlo isprepleteni. U desetljeću od 1951-60 ljudsko crpljenje vode bilo je četiri puta veće nego u prethodnom desetljeću. Ovaj nagli porast nastao je zbog znanstvenog i tehnološkog razvoja koji je djelovao kroz ekonomiju – posebice se to odnosi na porast površine navodnjavanog tla, rast industrijskog i energetskog sektora, te intenzivnu konstrukciju brana na svim kontinentima. To je izmijenilo ciklus vode u rijekama i jezerima, djelujući na kvalitetu vode i imajući značajan učinak na globalni ciklus vode. Trenutačno gotovo 35% ljudske uporabe vode je neodrživo, jer počiva na sve manjim akviferima i reducira tok većih rijeka; ovaj postotak vjerojatno će se povećati ako se klimatske promjene pogoršaju, stanovništvo naraste, akviferi postanu sve više iscrpljeni, a zalihe onečišćene i nehigijenske:str. 22–23. Od 1961. do 2001. potražnja za vodom se udvostručila – poljoprivredna uporaba povećala se za 75%, industrijska uporaba za više od 200%, a uporaba u domaćinstvima više od 400%:str 51-53. Ljudi trenutačno koriste 40-50% globalno dostupne slatke vode u približnom omjeru od 70% za poljoprivredu, 22% za industriju i 8% za domaćinske svrhe, a ukupan volumen progresivno raste.
Učinkovitost vode poboljšava se u globalnim razmjerima povećanjem upravljanja potražnjom, poboljšanom infrastrukturom, poboljšanom produktivnošću vode u poljoprivredi, minimiziranjem intenziteta vode (uklopljene vode) u dobrima i uslugama, adresiranjem nestašica u neindustrijaliziranom svijetu, koncentriranjem proizvodnje hrane u područjima visoke produktivnosti; te planiranju u slučaju klimatskih promjena. Na lokalnoj razini ljudi postaju sve više vodnosamodostatni prikupljanje kišnice i reduciranjem uporabe osnovne vode.

#### Hrana
Više informacija: Hrana i sigurnost hrane
Američko udruženje za javno zdravstvo (APHA, engl. American Public Health Association) definira "održivi hranidbeni sustav" kao "onaj koji osigurava zdravu hranu za zadovoljenje trenutačne potražnje za hranom istovremeno održavajući zdrave ekosustave koje također mogu osigurati hranu za generacije koje dolaze uz minimalan negativan učinak na okoliš. Održivi hranidbeni sustav također potiče lokalnu proizvodnju i distribuciju infrastrukture te nutritivnu hranu čini dostupnom, pristupnom, te isplativom za sve. Štoviše, ovaj sustav je human i pravedan, štiteći ratare i ostale radnike, potrošače i zajednice." Zabrinutost za ekološke učinke agriposlovanja i potpun kontrast između problema pretilosti u zapadnom svijetu te siromaštva i nesigurnosti hrane u svijetu u razvoju generirali su snažan pokret prema zdravom, održivom jelu kao glavnoj komponenti sveukupnog etičkog konzumerizma. Ekološki učinci različitih dijetnih obrazaca ovise o mnogim faktorima uključujući omjer konzumirane životinjske i biljne hrane te metode proizvodnje hrane. Svjetska zdravstvena organizacija je objavila Globalnu strategiju o dijeti, fizičkoj aktivnosti i zdravlju koju je u svibnju 2004. prihvatila Svjetska zdravstvena skupština. Ona preporučuje mediteransku dijetu koja se povezuje sa zdravljem i dugim životom, te je siromašna mesom, bogata voćem i povrćem, siromašna dodanim šećerom i ograničena solju, te siromašna zasićenim masnim kiselinama; tradicionalni izvor masti na Mediteranu je maslinovo ulje bogato mononesaturiranim mastima. Zdrava rižom bogata japanska dijeta također je bogata ugljikohidratima, a siromašna mastima. Obje dijete su siromašne mesom i zasićenim mastima, a obilate leguminozama i ostalim povrćem; povezane su s niskom incidencijom bolesti i niskim ekološkim učinkom.
Na globalnoj razini ekološki učinci agriposlovanja adresirani su kroz održivu poljoprivredu i organsko ratarstvo. Na lokalnoj razini postoje mnogi pokreti koji potiču lokalnu proizvodnju hrane, produktivniju uporabu urbanih odlagališta i kućnih vrtova uključujući permakulturu, urbanu hortikulturu, lokalnu hranu, slow food, održivo vrtlarstvo i organsko vrtlarstvo.

#### Materijali, toksične tvari, otpad
Kako se globalno stanovništvo i bogatstvo povećavaju tako se povećava i uporaba materijala koja se povećala u volumenu, raznolikosti te prijeđenoj udaljenosti. Među njima se nalaze sirovi materijali, minerali, sintetičke kemikalije (uključujući opasne tvari), manufakturni proizvodi, hrana, živi organizmi i otpad.
Materijali
Više informacija: Dematerijalizacija
Održiva uporaba materijala označila je svojim ciljem ideju dematerijalizacije, pretvarajući linearni put materijala (ekstrakcija, uporaba, odlaganje na deponij) u kružni protok materijala koji ponovo koristi materijale što je moguće više, pa sve nalikuje kruženju i ponovnoj uporabi otpada u prirodi. Ovaj pristup podupire proizvodna uprava, dok rastuću uporabu analize protoka materijala na svim razinama posebice podupiru pojedine države i globalna ekonomija.
Toksične tvari
Više informacija: Opasna dobra
Sintetička kemijska proizvodnja eskalirala je nakon poticaja nastalog nakon Drugog svjetskog rata. Kemijska proizvodnja uključuje sve od herbicida, pesticida i fertilizatora do domaćinskih kemikalija i opasnih tvari. Osim stvaranja emisije stakleničkih plinova u atmosferu, kemikalije od posebne važnosti uključuju: teške metale, nuklearni otpad, klorofluorougljike, postojane organske onečišćivače i sve štetne kemikalije sposobne za bioakumulaciju. Iako većina sintetičkih kemikalija nije štetna, ipak postoje rigorozna testiranja novih kemikalija u svim zemljama radi ispitivanja neželjenih ekoloških i zdravstvenih učinaka. Internacionalna legislacija uspostavljena je zbog globalne distribucije i upravljanja opasnim dobrima.

Hijerarhija otpada
Više informacija: Upravljanje otpadom
Svaka ekonomska aktivnost proizvodi otpad. Prosječan čovjek koristi 45-85 tona materijala svake godine. Kako bi se reducirao otpad, industrija, poslovanje i vlasti oponašaju prirodu pretvaranjem otpada proizvedenog industrijskim metabolizmom u resurse. Dematerijalizacija se potiče kroz ideje industrijske ekologije, ekodizajna i ekooznačavanja (vidi bočnu traku). Uz dobro osmišljenu englesku krilaticu "reduce, reuse and recycle" (reduciraj, ponovo iskoristi i recikliraj) kupci koriste svoju kupovnu moć za etički konzumerizam.

## Ekonomska dimenzija
Više informacija: Ekološka ekonomija i ekonomija okoliša
Održivost se sučeljava s ekonomijom kroz socijalne i ekološke posljedice ekonomske aktivnosti. Održiva ekonomija predstavlja: "…široku interpretaciju ekološke ekonomije gdje su varijable i problemi okoliša i ekologije dio multidimenzionalne perspektive. Socijalni, kulturni, zdravstveni i monetarno/financijski aspekti moraju se integrirati u analizu." ipak, koncept održivosti mnogo je širi od koncepata održivih prinosa blagostanja, resursa ili profitnih margina. Danas je prosječna potrošnja po stanovniku u svijetu u razvoju održiva no broj stanovnika raste, a pojedinci teže visokoj potrošnji zapadnih životnih stilova. Stanovništvo razvijenog svijeta samo se neznatno povećava, no razine potrošnje su neodržive. Izazov za održivost jest zauzdavanje i upravljanje zapadnjačkom potrošnjom dok se istovremeno podiže životni standard svijeta u razvoju bez povećanja njegove uporabe resursa i učinka na okoliš. To se mora postići uporabom strategija i tehnologija koje prekidaju vezu između ekonomskog rasta s jedne strane te štete na okoliš i iscrpljivanja resursa s druge strane.
U adresiranju ovog problema nekoliko ključnih područja postavljeno je za cilj ekonomske analize i reforme: učinci na okoliš nezadrživog ekonomskog rasta; posljedice tretiranja prirode kao ekonomske eksternalnosti; te mogućnost veće etičke ekonomije koja više uzima u obzir socijalne i ekološke posljedice tržišnog ponašanja.

### Rasprezanje degradacije okoliša i ekonomskog rasta
Više informacija: Ekološka ekonomija
U drugoj polovici 20. stoljeća svjetsko se stanovništvo udvostručilo, proizvodnja hrane utrostručila, korištenje energije učetverostručilo, a sveukupna ekonomska aktivnost upeterostručila. U povijesti je postojala blika korelacija između ekonomskog rasta i degradacije okoliša: kako su zajednice rasle tako je okoliš propadao. Ovaj trend jasno je prikazan na grafovima porasta ljudske populacije, ekonomskog rasta i okolišnih indikatora:str 15. Neodrživi ekonomski rast u potpunosti je uspoređen s malignim rastom raka jer izjeda Zemljine ekosustavne usluge koje čine sustav za održavanje života. Postoji zabrinutost kako će moderna globalna civilizacija, ako ne razmotri uporabu resursa, slijediti put antičkih civilizacija koje su se urušile kroz prekomjernu eksploataciju vlastite baze resursa. Dok je konvencionalna ekonomija zabrinuta uglavnom za ekonomski rast i učinkovitu alokaciju resursa, ekološka ekonomija ima eksplicitan cilj u održivom mjerilu (umjesto kontinuiranog rasta), pravednu distribuciju i učinkovitu alokaciju, točno ovim redoslijedom:p.xxvi.:Ch. 1, pp. 1–4, Ch.3, p. 3.. Svjetsko poslovno vijeće za održivi razvoj tvrdi kako "poslovanje ne može opstati u neuspješnim društvima". Održivost proučava načine analize radi redukcije (rasprezanja) količine resursa (npr. vode, energije ili materijala) potrebne za proizvodnju, potrošnju i odlaganje jedinica dobara i usluga te hoće li se to postići poboljšanim ekonomskim upravljanjem, proizvodnim dizajnom, novim tehnologijama itd. Ekološka ekonomija uključuje proučavanje društvenog metabolizma, prolaz resursa koji ulaze u ekonomski sustav i izlaze iz njega u odnosu na kvalitetu okoliša.

### Priroda kao ekonomska eksternalnost
Više informacija: Ekosustavne usluge
Ekonomska važnost prirode indicirana je uporabom ekspresijskih ekosustavnih usluga radi osvjetljavanja tržišne relevantnosti rastuće oskudice prirodnog svijeta koja se više ne može smatrati neograničenom i slobodnom. Općenito govoreći, kako udobnost ili usluga postaje oskudnija, to njezina cijena sve više raste pa to djeluje kao zadrška koja potiče štednju, tehničku inovaciju i alternativne proizvode. Ipak, ovo se odnosi samo na situaciju kada se proizvod ili usluga nalaze unutar tržišnog sustava. Budući da su ekosustavne usluge općenito tretirane kao ekonomske eksternalnosti, one su neprocjenjive i stoga prekomjerno korištene i degradirane, a takva se situacija ponekad naziva Tragedija običnih.
Dio poslovanja zaštite biološkog svijeta jest "internalizacija" ovih "eksternalnosti" korištenjem tržišnih strategija poput ekoporeza i poticaja, tržišnih dozvola za uporabu ugljika, vode i dušika, te rastuća želja za prihvaćanjem plaćanja ekosustavnih usluga. Zajedničke valute poput LETS-a, darovna ekonomija i vremensko bankarstvo također se promiču kao način poticanja lokalnih ekonomia i okoliša. Zelena ekonomija još je jedan tržišno bazirani pokušaj za adresiranje problema jednakosti i okoliša. Globalna recesija i čitav raspon vladinih političkih postupaka koji su povezani s njome vjerojatno će uzrokovati najveći godišnji pad u svjetskoj emisiji ugljikova dioksida u posljednjih 40 godina.

### Ekonomska mogućnost
Postupanje s okolišem kao eksternalnošću može generirati kratkoročan profit nauštrb održivosti. Postupci održivog poslovanja u drugu ruku integriraju ekološke brige s onim socijalnim i ekonomskim (tj. trostrukim konačnim ishodom). Rast koji crpi ekosustavne usluge ponekad se naziva "neekonomskim rastom" jer vodi padu kvalitete života. Minimiziranjem takvog rasta može pružiti mogućnosti za lokalne poslove. Primjerice, industrijski otpad može se tretirati kao "ekonomski resurs na krivom mjestu". Pogodnosti redukcije otpada uključuju uštedu u troškovima odlaganja, manje ekološke kazne i reducirano osiguranje od odgovornosti. To može voditi prema povećanom tržišnom udjelu zbog poboljšane javne slike. Energetske efikasnosti može također povećati profite reduciranjem troškova.
Ideja održivosti kao poslovne mogućnosti dovela je do oblikovanja organizacija kao što su Konzorcij za održivost Društva za organizacijsko učenje, Institut za održivo poslovanje, te Svjetsko vijeće za održivi razvoj. Širenje održivih poslovnih mogućnosti može pridonijeti stvaranju radnih mjesta kroz uvođenje radnika sa zelenim ovratnicima.

## Socijalna dimenzija
Više informacija: Socijalna održivost
Problemi održivosti općenito su izraženi u znanstvenim i ekološkim terminima, no implementacija promjene predstavlja socijalni izazov koji za sobom povlači između ostalog internacionalno i nacionalno pravo, urbanističko planiranje i transport, lokalne i individualne životne stilove i etički konzumerizam. "Odnos između ljudskih prava i ljudskog razvoja, korporativne snage i ekološke pravde, globalnog siromaštva i građanske akcije sugerira kako je odgovorno globalno građanstvo neizbježan element onoga što se na prvi pogled čini jednostavnim stvarima pojedinog potrošača i moralnog odabira."|:str 96.

### Mir, sigurnost, socijalna pravda
Više informacija: Mir i socijalna pravda
Socijalni razdori poput rata, kriminala i korupcije otklanjaju resurse iz područja najveće ljudske potrebe, te uništavaju kapacitet društava za planiranje budućnosti te općenito prijete ljudskom blagostanju i okolišu|:str 96.. Strategije širokih osnova namijenjene održivijim socijalnim sustavima ukljućuju: poboljšanu edukaciju i političko osnaživanje žena, posebice u zemljama u razvoju; veći obzir za socijalnu pravdu posebice na jednakost bogatih i siromašnih kao i na jednakost među zemljama; te međugeneracijska jednakost. Iscrpljivanje prirodnih resursa uključujući pitku vodu povećava vjerojatnost "ratova za resurse". Ovaj aspekt održivosti označen je kao ekološka sigurnost i stvara jasnu potrebu za globalnim ekološkim ugovorima radi upravljanja resursima poput akvifera i rijeka koje prelaze političke granice, te radi zaštite globalnih sustava uključujući oceane i atmosferu.

### Ljudska naselja
Jedan pristup održivom življenju primjerno prikazan na malenim urbanim tranzicijskim gradovima i ruralnim ekoselima pokušava pronaći način za stvaranje samodostatnih zajednica zasnovanih na principima jednostavnog življenja koje maksimizira samodostatnost posebice u proizvodnji hrane. Ovi principi u širem opsegu ističu koncept bioregionalne ekonomije. Ostali pristupi labavo zasnovani oko novog urbanizma uspješno reduciraju ekološke učinke izmjenjivanjem izgrađenog okoliša radi stvaranja i očuvanja održivih gradova koji podupiru održivi transport. Stanovnici se u kompaktnim urbanim susjedstvima voze nekoliko kilometara pa imaju značajno manji ekološki učinak kroz velik raspon mjera u usporedbi s onima koji žive u razvučenim predgrađima.
Konačno, stupanj ljudskog napretka prema održivosti ovisit će u velikoj mjeri na socijalnim pokretima koji utječu na izbore zajednice i izgrađeni okoliš. Ekomunicipiji primjer su takvog pokreta. Ekomunicipiji uzimaju sustavni pristup zasnovan na principima održivosti. Ekomunicipijski pokret je participatoran, tj. uključuje članove zajednice u pristupu od dna do vrha. U Švedskoj više od 70 gradova – 25 posto od svih municipija u zemlji – prihvatilo je zajednički skup "principa održivosti" i implementiralo ih sustavno kroz svoje municipijske operacije. U Sjedinjenim Državama danas postoji dvanaest ekomunicipija, a Američko udruženje za planiranje prihvatilo je ciljeve održivosti zasnovane na istim principima.

### Ljudski odnos prema prirodi
Prema Murrayju Bookchinu ideja da ljudi moraju dominirati prirodom uobičajena je za hijerarhijska društva. Bookchin tvrdi kako kapitalizam i tržišni odnosi, ako nisu pod nadzorom, imaju kapacitet reduciranja planeta na goli resurs koji se treba iskoristiti. Priroda se stoga tretira kao udobnost: "Pljačkanje ljudskog duha koje uzrokuje tržište usporedivo je s pljačkanjem Zemlje koju uzrokuje kapital.":24–25. Bookchin je još temeljitije tvrdio da je većina aktivnosti koja konzumira energiju i uništava okoliš besmislena zbog toga što pridonose malo kvaliteti života i blagostanju. Funkcija rada je legitimizirati ili čak stvoriti hijerarhiju. Zbog ovog razloga razumijevanje transformacije organskih društava u hijerarhijska jest presudno za pronalazak načina za napredak.
Socijalna ekologija koju je utemeljio Bookchin zasnovana je na uvjerenju da gotovo svi sadašnji ekološki problemi čovječanstva izviru iz duboko ukorijenjenih socijalnih problema. Dok većina autora nastavlja kako su naši ekološki problemi riješivi pomoću implementacije preporuka koje proizlaze iz fizičkih, bioloških, ekonomskih i drugih studija, Bookchinova tvrdnja govori kako se ovi problemi mogu riješiti jedino razumijevanjem socijalnih procesa koji se nalaze u njihovoj podlozi i intervencijom u te procese primjenom koncepata i metoda društvenih znanosti:str 19..
Dubinska ekologija uspostavlja principe za blagostanje čitavog života na Zemlji, bogatstva i raznolikosti životnih oblika. To je jedino kompatibilno sa znatnim padom ljudske populacije i krajem ljudskog uplitanja u neljudski svijet. Kako bi se to postiglo, dubinski ekolozi zagovaraju politiku za osnovne ekonomske, tehnološke i ideološke strukture koje će usavršiti kvalitetu života umjesto da to učine sa standardom življenja. Oni koji se obvežu na te principe dužni su da se uradi nužna promjena:str 70..

## Tranzicija
Više informacija: Sociokulturna revolucija
Zemlja ima konačan kapacitet za osiguranje resursa i apsorpciju otpada, a ljudska potražnja već je prekoračila taj kapacitet:str 1-85. Trenutačni životni stilovi u razvijenom svijetu, a za kojim uzdišu mnogi narodi svijeta u razvoju, počivaju na iscrpljujućem prirodnom kapitalu i neodrživi su. Ujedinjene nacije su izjavile u Milenijskoj deklaraciji kako se "trenutačni neodrživi obrasci proizvodnje i potrošnje moraju promijeniti." Težina informacije i znanstvenog dokaza često je nedostatna za proizvodnju nužne socijalne promjene, posebice ako ta promjena povlači za sobom iseljavanje ljudi iz njihovih komfornih zona:str 25–37.. Uzrok tome može biti visokosustavni otpor promjeni.
Na globalnoj razini pojailo se nekoliko ključnih principa u vođenju napora za održivošću:
- Međugeneracijska jednakost – osiguravanje sadašnjeg ekološkog potencijala za buduće generacije
- Rasprezanje ekonomskog rasta od degradacije okoliša – upravljanje ekološkim rastom na način da bude manje resursno intenzivan i s manje onečišćenja
- Integracija svih stupova – integriranje ekološkog, socijalnog i ekonomskog sektora pri razvoju politike održivosti
- Osiguravanje ekološkog adaptabiliteta i rezilijencije – održavanje i unaprjeđivanje adaptivnog kapaciteta ekološkog sustava
- Sprječavanje ireverzibilnih dugoročnih šteta na ekosustav i ljudsko zdravlje
- Osiguravanje distribucijske jednakosti – izbjegavanje nepoštenih ili visokih ekoloških troškova nad ranjivim populacijama
- Prihvaćanje globalne odgovornosti – pretpostavljanje odgovornosti za ekološke efekte koji se javljaju izvan područja jurisdikcije
- Edukacija i osnovna uključenost – ljudi i zajednice koji ispituju probleme i razvijaju nova rješenja

Postoji bogatstvo savjeta dostupnih pojedincima čija je želja redukcija njihova osobna utjecaja na okoliš kroz malene, jeftine i lako postignute korake. No tranzicija potrebna za redukciju globalne ljudske potrošnje na održive granice uključuje mnogo veće promjene na svim razinama i u kontekstima društva. Ujedinjene nacije prepoznale su centralnu ulogu edukacije, te proglasili desetljeće edukacije za održivi razvoj od 2005. – 2014. čiji je cilj "izazvati sve nas na usvajanje novih ponašanja i praksi radi osiguranja naše budućnosti." Svjetska organizacija za zaštitu prirode predlaže strategiju za održivost koja ide izvan granica edukacije kako bi se izravno prionulo temeljitim individualističkim i materijalističkim društvenim vrijednostima te ojačalo ljudske veze s prirodnim svijetom. Razina promjene potrebne za osiguravanjem kapaciteta za podržavanje života na Zemlji postavlja nove izazove za zajednicu i političke strukture.

## Više informacija
- Okviri održivosti
- Popis tema o održivosti
- Ekološki problem
- Konzervacijska biologija